# Traktaten om Den Europæiske Unions Funktionsmåde
Traktaten om Den Europæiske Unions funktionsmåde (EUF-traktaten, TEUF) udgør sammen med traktaten om Den Europæiske Union (EU-traktaten) det primære retsgrundlag for det politiske system i Den Europæiske Union. Begge traktater omtales samlet som Lissabontraktaten, opkaldt efter den by, hvor der i 2007 blev opnået enighed om visse ændringer i traktatgrundlaget.
EUF-traktaten blev underskrevet i Rom i 1957 og hed dengang traktaten om Det Europæiske Økonomiske Fællesskab (EØF-traktaten). Denne traktat er sammen med Euratomtraktaten, der oprettede det europæiske atomenergifællesskab, populært kendt som Romtraktaten. Siden 1957 er traktaten ændret adskillige gange: først i 1965 ved fusionstraktaten og dernæst ved EF-pakken i 1986, Maastrichttraktaten i 1992, Amsterdamtraktaten i 1997, Nicetraktaten i 2001 og senest ved Lissabontraktaten i 2007.
Fra ved sin undfangelse at være kendt som EØF-traktaten blev titlen ændret som følge af Maastrichttraktaten, hvorefter traktaten kom til at hedde Traktaten om Oprettelse af Det Europæiske Fællesskab (EF-traktaten, EFT). Dette navn beholdt traktaten indtil 1. december 2009, hvor Lissabontraktaten trådte i kraft, og traktaten skiftede navn til det nuværende. Navneskiftet i 2009 skyldes det faktum, at Det Europæiske Fællesskab (EF) blev opløst så snart ændringerne i Lissabontraktaten fik virkning således, at de aktiviteter, der før hørte under EF-navnet, blev overført til Den Europæiske Union. Så mens tidligere tiders EU- og EF-traktater henviste til to forskellige (om end institutionelt tilknyttede) institutioner, spiller EUF-traktaten nu kun en supplerende rolle i forhold til EU-traktaten. Begge traktater har dog i henhold til EU-traktatens artikel 1 samme juridiske værdi. Såfremt den påtænkte forfatningstraktat var blevet vedtaget, ville indholdet af det, der i dag er EU-traktaten og EUF-traktaten, være blevet samlet i én enkelt traktat.
Mens EU-traktaten blot består af 55 artikler, der omfatter de grundlæggende institutionelle bestemmeler, indeholder EUF-traktaten i alt 358 artikler, der i større detaljeringsgrad forklarer EU-institutionernes operationelle struktur og mere præcist fastlægger grænserne for EU's retlige og politiske kompetencer. 
EUF-traktaten er affattet på Den Europæiske Unions 23 officielle sprog, og i modsætning til visse andre folkeretlige traktater har den lige stor gyldighed på samtlige sprog. Med andre ord er der ingen retlig forskel på, om man henviser til f.eks. den danske eller græske sprogudgave af teksten.

## Struktur
EUF-traktaten består ligesom en række øvrige folkeretlige dokumenter af et præambel og en række af i alt 358 artikler, som er fordelt på syv dele. Disse dele er videre inddelt i kapitler, som igen er inddelt i afdelinger. Traktaten er struktureret således:
- Præambel
- Del 1: Principperne (artikel 1-17)
- Del 2: Interne politikker og foranstaltninger (artikel 18-25)
- Del 3: Et område med frihed, sikkerhed og retfærdighed (artikel 26-197)
- Del 4: De oversøiske lande og territoriers associering (artikel 198-204)
- Del 5: Unionens optræden udadtil (artikel 205-222)
- Del 6: Institutionelle og finansielle bestemmelse (artikel 223-334)
- Del 7: Almindelige og afsluttende bestemmelser (artikel 335-458)